# Испанцы в Бразилии

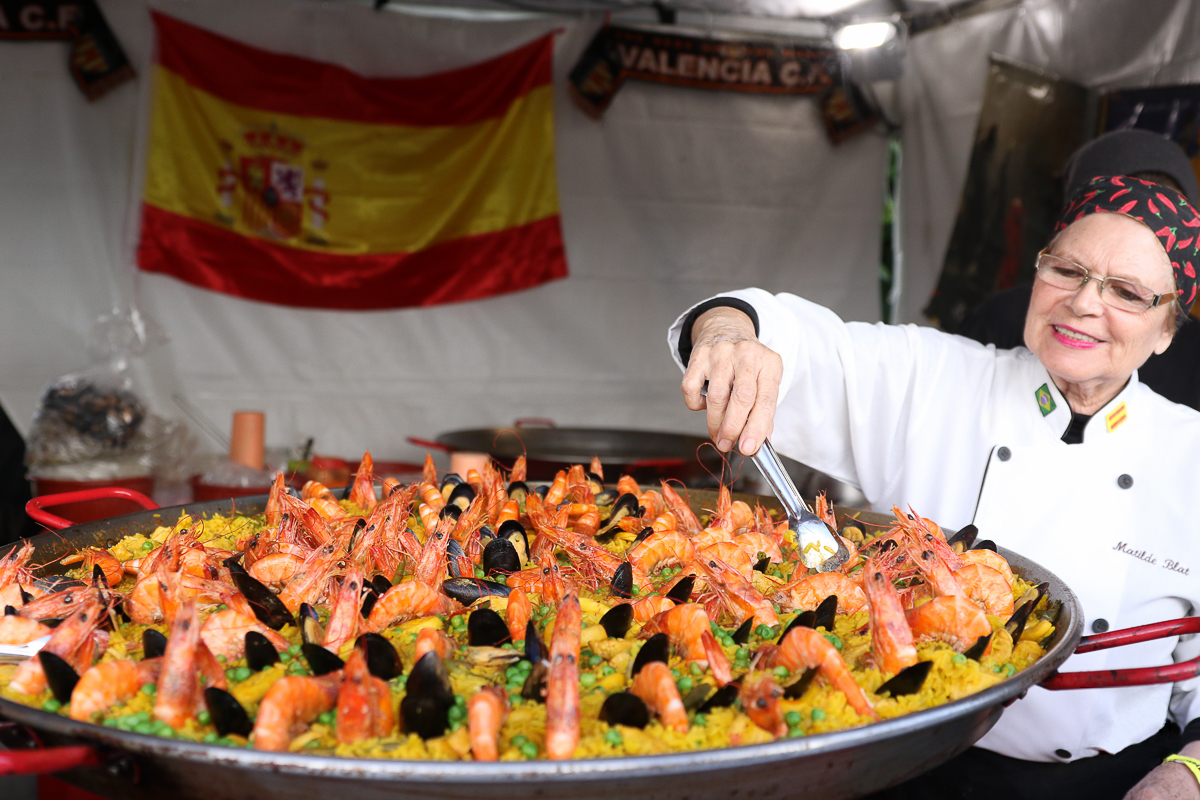
Паэлья на фестивале иммигрантов в Сан-Паулу

Испанские бразильцы — это бразильцы полного или частичного испанского происхождения.
Испанская иммиграция была третьей по величине среди групп иммигрантов в Бразилии: около 750 000 иммигрантов прибыли в Бразилию из испанских портов. Сколько испанцев приехало в Бразилию до обретения независимости, неизвестно. Бразильские переписи не исследуют «этническое происхождение» или родословную, что очень затрудняет точное количество бразильцев испанского происхождения. Бразильцев испанского происхождения можно оценить как 1,5 миллиона человек в 6 основных мегаполисах (около 5 % их общей численности в 1998 году) или 10 и 15 миллионов во всей стране, по данным бразильских СМИ и правительства Испании соответственно.

## История

### Колониальный период
Более половины территории современной Бразилии было отнесено к Испании по Тордесильясскому договору. Однако она не смогла заселить этот регион.
Во время династической унии между Португалией и Испанией (1580—1640) многие испанцы поселились в Бразилии, особенно в Сан-Паулу. Как следствие, существует большое количество бразильских потомков этих первых поселенцев, тем более что первые жители Сан-Паулу исследовали и поселились в других частях Бразилии. Примером этого являются потомки Бартоломеу Буэно де Рибейра, родившегося в Севилье около 1555 года, который поселился в Сан-Паулу около 1583 года, женившись на Марии Пирес. Афонсу Таунай в своей книге, посвященной раннему Сан-Паулу, Сан-Паулу в XVI веке, упоминает также Бальтасара де Годой, Франсиско де Сааведра, Хусепе де Камарго, Мартина Фернандес Тенорио де Агилар, Бартоломеу де Куадрос и других. В своем генеалогическом отчете о заселении Сан-Паулу, Педро Такес де Алмейда Паес Леме, также упоминает трех братьев Рендон, Хуана Матеуса Рендон, Франсиско Рендон де Кебедо и Педро Матеуса Рендон Кабеса де Вака, а также Диого Лара из Саморы. Испанцы из Галисии также поселились в Бразилии в то время, как например, Хорхе де Баррос. Фамилии Буэно, Годой, Лара, Сааведра, Камарго и т. д., восходящие к этим ранним поселенцам, довольно популярны в Юго-Восточной Бразилии, Южной Бразилии и Центрально-Западном регионе. Сильва Леме в своей работе Genealogia Paulistana обращается к нескольким из этих семей.
Экспансия португальско-бразильских поселенцев на территорию, на которую претендовали испанцы, была долгим и постепенным процессом, который принял форму португальско-бразильских экспедиций во главе с бандейрантами. За исключением Миссий, на территории будущей Бразилии к середине 18 века, находящейся под контролем Португалии, фактически не существовало никаких испанских поселений. Этот контроль был юридически признан в 1750 году, когда суверенитет над обширной территорией, включая миссии, был передан от Испании к Португалии по Мадридскому договору.
Хотя нет никаких исторических свидетельств испанских поселений в районе, который сейчас является Риу-Гранди-ду-Сул (кроме Сан-Габриэла, основанного в 1800 году и штурмованного бразильцами и португальцами в 1801 году), некоторые генетические исследования, проведенные на южных бразильских гаучо, показывают, что они могут в основном происходить от смешанного коренного и испанского происхождения, а не от португальского и коренного происхождения. Само исследование предупреждает, что могут возникнуть трудности с определением соответствующего иберийского (португальского и испанского) вклада в популяцию гаучо на юге Бразилии (некоторая осторожность оправдана, поскольку различия между популяциями Пиренейского полуострова, а также между ними и их производными латиноамериканских популяций на уровне Y-хромосомы в других исследованиях не наблюдалось).

### Иммиграция
Пик испанской эмиграции пришелся на конец 19-го и начало 20-го веков, и она была сосредоточена в Аргентине и на Кубе. Между 1882 и 1930 годами эмигрировало 3 297 312 испанцев, из которых 1 594 622 отправились в Аргентину, а 1 118 960 — на Кубу. Бразилия стала важным направлением для иммигрантов из Испании только в 1880-х годах, и страна заняла третье место по количеству иммигрантов из этой страны после Аргентины и Кубы.
Подсчитано, что с момента обретения Бразилией независимости (1822 г.) в Бразилию прибыло около 750 000 испанцев. Эта цифра составляет от 12,5 % до 14 % всех иностранцев, въехавших в Бразилию с момента обретения ею независимости, и ставит испанцев на третье место среди иммигрантов в Бразилии, но, возможно, включает португальцев, эмигрировавших по поддельным испанским паспортам, или галисийцев, которые, будучи гражданами Испании, говорили на языке, похожем на португальский. На самом деле португальские иммигранты в Рио-де-Жанейро широко известны как галегос (галисийцы). Испанские иммигранты были среди тех, кто имел более высокий уровень постоянного проживания в Бразилии, уступая японцам, но выше таких национальностей, как португальцы, итальянцы или немцы. Это может быть связано с тем, что большое количество семей, путешествующих по проезду, оплачиваемому бразильским правительством, покинули родную Испанию, чтобы работать на кофейных плантациях в штате Сан-Паулу. Большинство испанских иммигрантов въехало в Бразилию между 1880 и 1930 годами, с пиковым периодом между 1905 и 1919 годами, когда их ежегодные въезды превысили въезды итальянцев.
В настоящее время в Бразилии есть одна испанская международная школа, Colégio Miguel de Cervantes в Сан-Паулу.

#### Происхождение и направления
В штате Сан-Паулу, куда прибыло большинство испанских иммигрантов (около 75 % от общего числа), 60 % были выходцами из Андалусии, их путешествие на корабле оплачивалось бразильским правительством, они эмигрировали семьями и были доставлены на кофейные плантации, чтобы заменить африканских рабов.
| Испанская иммиграция в Сан-Паулу — процент по регионам | Испанская иммиграция в Сан-Паулу — процент по регионам | Испанская иммиграция в Сан-Паулу — процент по регионам | Испанская иммиграция в Сан-Паулу — процент по регионам |
| Регион                                                 | 1893-1902                                              | 1903-1912                                              | 1913-1922                                              |
| ------------------------------------------------------ | ------------------------------------------------------ | ------------------------------------------------------ | ------------------------------------------------------ |
| Андалусия                                              | 43,6                                                   | 53 %                                                   | 50 %                                                   |
| Арагон                                                 | 0,8 %                                                  | 2,0 %                                                  | 1,4 %                                                  |
| Астурия                                                | 1,1 %                                                  | 0,4 %                                                  | 0,7 %                                                  |
| Балеарские острова                                     | 0,2 %                                                  | 0,4 %                                                  | 0,3 %                                                  |
| Страна Басков                                          | 2,9 %                                                  | 1,0 %                                                  | 1,0 %                                                  |
| Канарские острова                                      | 2,0 %                                                  | 0,7 %                                                  | 0,3 %                                                  |
| Кантабрия                                              | 0,3 %                                                  | 0,1 %                                                  | 0,2 %                                                  |
| Кастилия и Леон                                        | 10,4 %                                                 | 12 %                                                   | 10,6 %                                                 |
| Кастилия-Ла-Манча                                      | 1,1 %                                                  | 1,2 %                                                  | 3,0 %                                                  |
| Каталония                                              | 6,9 %                                                  | 2,3 %                                                  | 1,8 %                                                  |
| Эстремадура                                            | 0,7 %                                                  | 1,2 %                                                  | 6,2 %                                                  |
| Галисия                                                | 22,6 %                                                 | 14,5 %                                                 | 10,3 %                                                 |
| Мадрид                                                 | 1,9 %                                                  | 0,7 %                                                  | 0,7 %                                                  |
| Мурсия                                                 | 0,7 %                                                  | 5,2 %                                                  | 8,5 %                                                  |
| Наварра                                                | 1,3 %                                                  | 2,0 %                                                  | 0,9 %                                                  |
| Валенсия                                               | 2,1 %                                                  | 1,9 %                                                  | 1,8 %                                                  |
| Риоха                                                  | 0,7 %                                                  | 0,6 %                                                  | 0,9 %                                                  |
| Другие                                                 | 0,7 %                                                  | 0,8 %                                                  | 1,4 %                                                  |

После Сан-Паулу второй по величине контингент прибыл в Рио-де-Жанейро, в то время как другие штаты, такие как Минас-Жерайс, Риу-Гранди-ду-Сул, Парана, Мату-Гросу, Пара и Баия получили меньшие группы. Во всех этих штатах иммигранты из Галисии составляли подавляющее большинство, около 80 %, и это были преимущественно мужчины, которые эмигрировали в одиночку, поселились в городских центрах и заплатили за свое путешествие на корабле. Галисийские мелкие землевладельцы поселились в основном в городских районах Бразилии. Начиная с начала 20 века, большинство испанских иммигрантов были андалузскими крестьянами, которые работали на кофейнях плантациях, в основном в сельской местности штата Сан-Паулу.
| Год  | Процент населения |
| ---- | ----------------- |
| 1900 | 12 %              |
| 1920 | 4,3 %             |

Профиль испанских иммигрантов в период 1908—1926 годов показывает, что 82,7 % иммигрировали семьями, 81,4 % были фермерами, только 2,2 % были ремесленниками или квалифицированными рабочими и 16,3 % относились к категории прочие. Эти данные отражают, что испанская иммиграция не была очень диверсифицированной и квалифицированной и имела низкую мобильность, поскольку она субсидировалась бразильским правительством, поэтому иммигранты не могли свободно решать, где работать. Таким образом, подавляющее большинство тех, кто приехал в Сан-Паулу, были доставлены прямо на кофейные плантации, не имея возможности поселиться в сельских общинах в качестве землевладельцев или работать в городах.

#### Галегос
На Северо-Востоке Бразилии людей со светлыми или голубыми глазами или светлыми волосами часто называют галегос (галисийцами), даже если они не имеют галисийского происхождения, что, вероятно, объясняется тем, что галисийцы пришли в Бразилию среди португальских колонизаторов. В Рио-де-Жанейро иммигранты из Галисии были настолько многочисленны, что иберийских и португальских иммигрантов называли галегос.

#### Число иммигрантов
| Период           | Период    | Период    | Период    | Период    | Период    | Период    | Период    | Период | Период |
| ---------------- | --------- | --------- | --------- | --------- | --------- | --------- | --------- | ------ | ------ |
| 1884-1893        | 1894-1903 | 1904-1913 | 1914-1923 | 1924-1933 | 1945-1949 | 1950-1954 | 1955-1959 |        |        |
| 113,116          | 102,142   | 224,672   | 94,779    | 52,405    | 40,092    | 53,357    | 38,819    |        |        |
| Источник: (IBGE) |           |           |           |           |           |           |           |        |        |